# Фридман, Херберт
Херберт Фри́дман (англ. Herbert Friedman; 21 июня 1916 — 9 сентября 2000) — американский астрофизик и астроном. 
Член Национальной академии наук США (1960) и Американского философского общества (1964). Удостоен Национальной научной медали (1969), лауреат премии Вольфа (1987).

## Биография
Родился в Бруклине, был вторым из трёх детей Самуэля и Ребекки Фридман. Окончил Бруклинский колледж (1936). С 1940 работал в Исследовательской лаборатории Военно-Морского флота США в Вашингтоне (в 1958—1963 — руководитель отдела атмосферы и астрофизики, с 1963 — руководитель отдела наук о космосе), с 1963 — ведущий учёный Центра космических исследований имени Э. О. Халберта. С 1960 — профессор физики университета штата Мэриленд.
Основные труды в области внеатмосферной астрономии, является одним из её основоположников. Руководил первыми экспериментами по обнаружению рентгеновского излучения Солнца с помощью высотных ракет. Впервые измерил излучение звёзд в далёкой ультрафиолетовой области. Провёл многочисленные исследования с помощью ракет и спутников по обнаружению и измерению космического рентгеновского и γ-излучений. Один из основателей Международной академии астронавтики.
Входил в состав консультативного комитета Комиссии по атомной энергии во время президентства Л. Джонсона и консультативного научного совета у президента Р. Никсона.
Подписал «Предупреждение человечеству» (1992).
Умер у себя дома в Арлингтоне от рака.
Сын — Джон Фридман.

## Награды
- Медаль Общества прикладной спектроскопии (1957);
- Медаль «За выдающиеся научные достижения» НАСА (1962);
- Медаль им. П. Ж. С. Жансена Французского астрономического общества (1962);
- Медаль Эддингтона Королевского астрономического общества (1964);
- Национальная научная медаль (1969);
- Медаль Альберта Майкельсона (1972);
- Медаль Лавлейса Американского астронавтического общества (1973);
- Медаль Уильяма Боуи[англ.] (1981);
- Премия Вольфа по физике (1987).